# Metapogon amargosae
Metapogon amargosae är en tvåvingeart som beskrevs av Wilcox 1972. Metapogon amargosae ingår i släktet Metapogon och familjen rovflugor. Inga underarter finns listade i Catalogue of Life.